# Eduard Wlassack

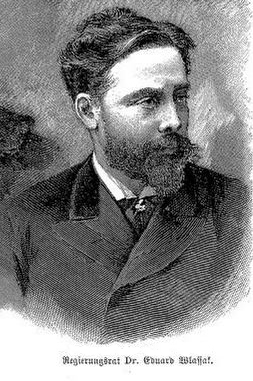
Eduard Wlassack

Eduard Wlassack alias Eduard Flassac (* 9. November 1841 in Wien; † 3. Juni 1904 in Salzburg) war ein Jurist in der Verwaltung der Wiener Hoftheater im Kaisertum Österreich.

## Leben
Die Familie Wlassack hieß ursprünglich Flassac und änderte den Namen um, nachdem sie aus Frankreich  kommend sich in Salzburg niedergelassen hatte. Wlassacks Vater war Officier und  Beamter im Kriegsministerium, seine Mutter eine geborene von Kiesewetter. Eduard Wlassack besuchte das Gymnasium und studierte Rechtswissenschaften und beendete seine Studien 1864 mit der Promotion. Er nahm als Offizier am Deutschen Krieg 1866 teil. Danach arbeitete er bei Gericht und wurde als Hofkonzipist in das Oberhofmeisteramt berufen. Dort war er, nach Ernennung  zum Hofsecretär, auch für die beiden Wiener Hoftheater zuständig. 1881 wurde er zum Kanzleidirektor und zum Regierungsrat ernannt. Er war von 1881 bis 1893 der „allmächtige“ Kanzleidirektor in der Generalintendanz der k. u. k. Hoftheater unter Leopold Friedrich von Hofmann. In ihrer Personalpolitik spielte er eine Schlüsselrolle. Mit Rosa Papier befreundet, wurde er der wichtigste Förderer Gustav Mahlers. 1869 heiratete er Seraphine von Tomaschek. Er schrieb viele Beiträge für Zeitungen und Zeitschriften, besonders für die Neue Freie Presse und für die Wiener Abendpost. Zum Zentenarium schrieb er 1876 die Chronik des Burgtheaters. Wlassak war Mitglied des Corps Herulia Wien und wurde 1895 Corpsschleifenträger von Suevia Heidelberg.

## Orden
- Orden der Eisernen Krone (Österreich) III. Klasse (ohne eine Erhebung in den Adelstand)
- Kriegsmedaille (Österreich)
- Orden der Krone von Rumänien, Großoffizier
- Orden de Isabel la Católica, Kommandeur mit dem Sterne
- Wasaorden
- Takovo-Orden
- Sonnen- und Löwenorden
- Albrechts-Orden
- Ritterorden der hl. Mauritius und Lazarus
- Orden der Krone von Italien
- Königlicher Kronen-Orden (Preußen)
- Herzoglich Sachsen-Ernestinischer Hausorden (Ritter)[6]

## Werke
- Chronik des k. k. Hof-Burgtheaters. Wallishausser, Wien 1876. (Digitalisat)